# 13 floréal
13 germinal 13 prairial
Le tridi 13 floréal, officiellement dénommé jour du bâton-d'or, est le 223e jour de l'année du calendrier républicain.
C'était généralement le 2e jour du mois de mai dans le calendrier grégorien.